# Paleauletobius silenus
Paleauletobius silenus là một loài bọ cánh cứng trong họ Rhynchitidae. Loài này được Heer miêu tả khoa học năm 1847.